# Калауи, Мейрим Жоламанович
Мейрим Жоламанович Калауи (16 сентября 1985 года, село Тасшагыл, Кызылкогинский район, Гурьевская область) — казахстанский политический деятель.

## Биография
Мейрим Жоламанович Калауи родился 16 сентября 1985 года в с.Тасшагыл Кызылкогинского района Атырауской области.  

### Образование
- В 2002 году окончил гимназию для одарённых детей имени Ж.Досмухамбетова в городе Атырау.
- В 2006 году с отличием окончил Атырауский государственный университет по специальности «Государственное и местное управление».
- В 2010 году — Российскую академию государственной службы при президенте РФ. Магистр экономических наук.

### Трудовая деятельность
Трудовой путь начал в 2006–2007 годах в коммунальном государственном предприятии «Атырау-Акпарат».  
В 2010–2011 годах работал директором ТОО «Туран», заместителем директора — главным редактором Атырауского областного филиала РТРК «Казахстан».  
В 2011–2012 годах был директором КГП «Атырау-Акпарат».  
В 2012–2016 годах возглавлял управление по делам молодёжи Атырауской области.  
С июня по ноябрь 2016 года - заместитель руководителя аппарата акима Атырауской области
С ноября 2016 по январь 2019 года - заместитель акима города Атырау.   
С 11 января 2019 года до июля 2021 года - аким Индерского района.   
С июля 2021 года до марта 2022 года - первый заместитель председателя Атырауского областного филиала партии «Nur Otan».  
С 4 марта 2022 года по 9 июля 2023 года занимал должность акима города Атырау.   
6 ноября 2023 года Мейрим Калауи назначен руководителем коммунального государственного предприятия «Атырау облысы Су Арнасы».  